# Vişneli
Vişneli ist ein Dorf im Landkreis Çemişgezek der türkischen Provinz Tunceli. Im Jahre 2011 lebten in Vişneli 172 Menschen. Der ursprüngliche Name der Ortschaft lautete Birihi.